# Робинсон, Эдди (футболист)
Э́дди Ро́бинсон (англ. Eddie Robinson; 19 июня 1978, Орландо, Флорида, США) — американский футболист, центральный защитник.

## Карьера игрока

### Университетский футбол
С 1996 по 2000 год Робинсон обучался в Университете Северной Каролины в Чапел-Хилле, где в 1996 и 1998—2000 годах играл за университетскую футбольную команду «Норт Каролайна Тар Хиллс». В Национальной ассоциации студенческого спорта забил четыре мяча и отдал восемь результативных передач в 73-х матчах.

### Клубная карьера
5 февраля 2001 года на Супердрафте MLS Робинсон был выбран во втором раунде под общим 20-м номером клубом «Сан-Хосе Эртквейкс». Дебютировал на профессиональном уровне 21 апреля 2001 года, выйдя в стартовом составе в матче против «Майами Фьюжн». 27 июля 2002 года в матче против «Канзас-Сити Уизардс» забил свой первый гол в профессиональной карьере. 11 февраля 2003 года Робинсон подписал новый многолетний контракт с «Эртквейкс». В сезоне 2003 пропустил десять игр из-за растяжения правого подколенного сухожилия. 24 апреля 2004 года в матче против «Колорадо Рэпидз» получил разрыв левого подколенного сухожилия, из-за чего пропустил четыре месяца.
В декабре 2005 года франшиза Сан-Хосе переехала в Хьюстон. Робинсон получил разрыв связок правой ноги во время предсезонки, из-за чего был вынужден пропустить открытие сезона 2006. Дебютировал за «Хьюстон Динамо» 8 апреля 2006 года в матче против «Канзас-Сити Уизардс», выйдя на замену в конце второго тайма вместо Алехандро Морено. 3 июня 2006 года в матче против «Лос-Анджелес Гэлакси» забил свой первый гол за «Хьюстон Динамо». Робинсон принял участие в Матче всех звёзд MLS 2006, сыграв против английского «Челси» во втором тайме. По итогам сезона 2007 Робинсон был включён в символическую сборную MLS, а также номинировался на звание защитника года в MLS, но уступил Майклу Паркхёрсту. 12 апреля 2008 года в матче против «Канзас-Сити Уизардс» ударил локтем в лицо защитника соперников Тайсона Уола, за что, хотя не получил карточки, был дисквалифицирован на три матча и оштрафован на 1 тыс. долларов дисциплинарным комитетом MLS. 28 мая 2008 года в матче против «Далласа» был удалён, получив вторую жёлтую карточку за ответный толчок полузащитника соперников Марсело Сарагозы, и, покидая поле, вступил в стычку с полузащитников соперников Андре Рочей, за что был дисквалифицирован на дополнительный матч и оштрафован на 500 долларов. Всего в сезоне 2008 пропустил семь матчей из-за дисквалификаций и ещё три из-за травм. 2 марта 2009 года перенёс операцию на колене и пропустил более шести месяцев, отметив возвращение на поле 22 сентября 2009 года в матче группового этапа Лиги чемпионов КОНКАКАФ 2009/10 против панамского «Арабе Унидо» голом. 26 января 2010 года Робинсон перезаключил контракт с «Динамо». После окончания сезона 2010 «Динамо» отказалось от опции продления контракта для Робинсона, но 14 декабря 2010 года клуб заключил новый контракт с игроком. За весь сезон 2011 Робинсон принял участие только в двух матчах чемпионата, и в конце сезона «Динамо» не продлило контракт с ним и выставило его на Драфт возвращений MLS.
11 января 2012 года Эдди Робинсон объявил о завершении футбольной карьеры.

### Международная карьера
29 октября 2002 года Робинсон был впервые вызван в сборную США, на товарищеский матч со сборной Сальвадора, но в матче, состоявшемся 17 ноября 2002 года, остался в запасе. 2 декабря 2003 года был вызван в тренировочный лагерь американской сборной. 19 декабря 2006 года был вызван в ежегодный январский тренировочный лагерь сборной США. В заявку на товарищеский матч в рамках лагеря со сборной Дании, состоявшийся 20 января 2007 года, не попал. Был включён в число игроков, отобранных на товарищеский матч со сборной Мексики, завершавший лагерь 7 февраля 2007 года, но непосредственно в заявку на матч не попал. 31 декабря 2007 года был снова вызван в ежегодный январский тренировочный лагерь сборной. 19 января 2008 года в товарищеском матче в рамках лагеря со сборной Швеции Робинсон дебютировал за сборную США, отметившись голом. В заявку сборной США на товарищеский матч со сборной Мексики 6 февраля 2008 года, закрывавший лагерь, не попал.

## Карьера тренера
После завершения игровой карьеры Робинсон работал в академии «Хьюстон Динамо» в качестве тренера. С 2012 года он также работает в качестве комментатора на местных телевизионных трансляциях матчей «Хьюстон Динамо».
12 мая 2018 года Робинсон вошёл в технический штаб главного тренера клуба Национальной женской футбольной лиги «Хьюстон Дэш» Веры Пау в качестве ассистента. Ассистировал и следующему тренеру клуба Джеймсу Кларксону. 26 июня 2020 года Робинсон покинул «Хьюстон Дэш».

## Достижения
Командные
 «Сан-Хосе Эртквейкс»
- Чемпион MLS (обладатель Кубка MLS): 2001, 2003
- Победитель регулярного чемпионата MLS: 2005

 «Хьюстон Динамо»
- Чемпион MLS (обладатель Кубка MLS): 2006, 2007

Индивидуальные
- Участник Матча всех звёзд MLS: 2006
- Член символической сборной MLS: 2007